# Yugo Tatsuta
Yugo Tatsuta (立田 悠悟 Tatsuta Yugo?), född 21 juni 1998 i Shizuoka prefektur, är en japansk fotbollsspelare.
Yugo Tatsuta spelade 1 landskamper för det japanska landslaget. Han deltog bland annat i Copa América 2019.